# Mojżesz Abisyński
Mojżesz Abisyński (Musa el-Habashi), także Mojżesz Etiopczyk – chrześcijański mnich, założyciel klasztornej wspólnoty chrześcijańskiej w Syrii w VI wieku (zob. Klasztor św. Mojżesza Abisyńskiego). Według tradycji pochodził z Etiopii, żył w VI wieku i był synem króla.
Bywa mylony z innym świętym o tym imieniu i przydomku. Mojżesz Etiopczyk, jeden z ojców pustyni, żył jednak w IV wieku w Sketis.